# アレッサンドロ・ソッレンティーノ
- アレッサンドロ・ソレンティーノ

アレッサンドロ・ソッレンティーノ（Alessandro Sorrentino, 2002年4月3日 - ）は、イタリア・グアルディアグレーレ出身のサッカー選手。ACモンツァ所属。ポジションはゴールキーパー。

## 経歴

### クラブ
2002年4月3日、イタリア・アブルッツォ州グアルディアグレーレに生まれた。SSヴィルトゥス・ランチャーノ1924、レナート・クーリ・アンゴラーナを経て、2017年にデルフィーノ・ペスカーラ1936の下部組織に加入。2020-21シーズンにはプリマヴェーラ（U-19）2部リーグであるカンピオナート・プリマヴェーラ2で優勝を果たした。
2021年9月15日に行われたコッパ・イタリアのUSグロッセート1912との試合で先発出場しトップチームにデビューした。リーグ戦においても、10月11日に行われたセリエC第8節ヴィルトゥス・エンテッラ戦を皮切りに、シーズンを通じて26試合に出場。シーズン半ばの2022年3月2日には5年契約で初のプロ契約を結んだ。
2022年7月13日、セリエAに初昇格したACモンツァに2027年6月までの5年契約で加入した。初年度はトップチームでの出場機会は得られなかったが、2023年9月17日に行われた2023-24シーズン第4節のUSレッチェ戦で、負傷した正GKミケーレ・ディ・グレゴーリオに代わり先発出場しセリエAにデビューした。
2024年8月26日、セリエBのフロジノーネ・カルチョに2025年6月までの1年間の期限付き移籍で加入した。

### 代表
2023年3月24日、アウェイで行われたU-21セルビア代表との試合で後半41分からエリーア・カプリーレに代わって出場し、U-21イタリア代表にデビューした。

## タイトル
ペスカーラ
- カンピオナート・プリマヴェーラ2（英語版）：2020-21
- スーペルコッパ・プリマヴェーラ2（イタリア語版）：2021